# Stazione di Kamikoma
La stazione di Kamikoma (上狛駅?, Kamikoma-eki) è una stazione ferroviaria della città di Kizugawa, nella prefettura di Kyoto in Giappone. La stazione è servita dalla linea Nara della JR West, ed è dotata di 2 binari passanti in superficie.

## Linee e servizi
JR West
■ Linea Nara

## Struttura
La stazione è costituita da due marciapiedi laterali con due binari passanti in superficie. 
| 1 | ■ Linea Nara | per Uji e Kyoto                                                 |
| 1 | ■ Linea Nara | per Kizu e Nara (eccetto per la fascia centrale della giornata) |
| 2 | ■ Linea Nara | per Kizu e Nara                                                 |

## Stazioni adiacenti
| «                                          | Servizio                 | »             |
| Linea JR Nara                              | Linea JR Nara            | Linea JR Nara |
| ------------------------------------------ | ------------------------ | ------------- |
| Tanakura                                   | Locale Rapido Settoriale | Kizu          |
| Il Rapido e il Rapido Miyakoji non fermano |                          |               |